# チリ・オープン
チリ・オープン（Chile Open）は、2020年からチリのサンティアゴで開催されるATPツアートーナメントである。

## 概要
1993年から2000年まではチリのサンティアゴで、2001年から2009年までは同国ビニャ・デル・マールで、2010年と2011年は再び同国サンティアゴ、2012年から2014年は再びビニャ・デル・マールにて開催されていた。サーフェスは屋外クレーコート。大会のグレードは2008年大会までインターナショナルシリーズ、2009年大会からは新たなツアー制度の下、従来と同格のATP250シリーズに属していた。
2019年11月にATPはチリのサンティアゴで新たにATPツアートーナメントを開催すると発表した。2019年まで開かれていたブラジル・オープンの代わりとして2020年から行われる予定。大会のグレードはATP250シリーズに属す。

## 大会歴代優勝者

### シングルス
| 年                   | 優勝者                     | 準優勝者                         | スコア                  |
| サンティアゴ         | サンティアゴ               | サンティアゴ                     | サンティアゴ            |
| -------------------- | -------------------------- | -------------------------------- | ----------------------- |
| 1993年               | ハビエル・フラナ           | エミリオ・サンチェス             | 7-5, 3-6, 6-3           |
| 1994年               | アルベルト・ベラサテギ     | フランシスコ・クラベ             | 6-3, 6-4                |
| 1995年               | スラバ・ドセデル           | マルセロ・リオス                 | 7-6(7-3), 6-3           |
| 1996年               | エルナン・グミィ           | マルセロ・リオス                 | 6-4, 7-5                |
| 1997年               | フリアン・アロンソ         | マルセロ・リオス                 | 6-2, 6-1                |
| 1998年               | フランシスコ・クラベ       | ユーネス・エル・アイナウイ       | 6-2, 6-4                |
| 1999年               | 開催中止                   | 開催中止                         | 開催中止                |
| 2000年               | グスタボ・クエルテン       | マリアノ・プエルタ               | 7-6(7-3), 6-3           |
| ビニャ・デル・マール |                            |                                  |                         |
| 2001年               | ギリェルモ・コリア         | ガストン・ガウディオ             | 4-6, 6-2, 7-5           |
| 2002年               | フェルナンド・ゴンサレス   | ニコラス・ラペンティ             | 6-3, 6-7(5-7), 7-6(7-4) |
| 2003年               | ダビド・サンチェス         | マルセロ・リオス                 | 1-6, 6-3, 6-3           |
| 2004年               | フェルナンド・ゴンサレス   | グスタボ・クエルテン             | 7-5, 6-4                |
| 2005年               | ガストン・ガウディオ       | フェルナンド・ゴンサレス         | 6-3, 6-4                |
| 2006年               | ホセ・アカスソ             | ニコラス・マスー                 | 6-4, 6-3                |
| 2007年               | ルイス・オルナ             | ニコラス・マスー                 | 7-5, 6-3                |
| 2008年               | フェルナンド・ゴンサレス   | フアン・モナコ                   | 不戦勝                  |
| 2009年               | フェルナンド・ゴンサレス   | ホセ・アカスソ                   | 6-1, 6-3                |
| サンティアゴ         |                            |                                  |                         |
| 2010年               | トマス・ベルッチ           | フアン・モナコ                   | 6-2, 0-6, 6-4           |
| 2011年               | トミー・ロブレド           | サンティアゴ・ヒラルド           | 6-2, 2-6, 7-6(7-5)      |
| ビニャ・デル・マール |                            |                                  |                         |
| 2012年               | フアン・モナコ             | カルロス・ベルロク               | 6-3, 6-7(1-7), 6-1      |
| 2013年               | オラシオ・セバジョス       | ラファエル・ナダル               | 6-7(2-7), 7-6(8-6), 6-4 |
| 2014年               | ファビオ・フォニーニ       | レオナルド・マイエル             | 6-2, 6-4                |
| サンティアゴ         |                            |                                  |                         |
| 2020年               | チアゴ・ザイボチ・ヴィウチ | キャスパー・ルード               | 7-5, 4-6, 6-3           |
| 2021年               | クリスチャン・ガリン       | ファクンド・バグニス             | 6-4, 6-7(3-7), 7-5      |
| 2022年               | ペドロ・マルティネス       | セバスティアン・バエス           | 4-6, 6-4, 6-4           |
| 2023年               | ニコラス・ジャリー         | トマス・マルティン・エチェベリー | 6-7(5-7), 7-6(7-5), 6-2 |
| 2024年               | セバスティアン・バエス     | アレハンドロ・ダビロ             | 3-6, 6-0, 6-4           |
| 2025年               | ラスロ・ジェレ             | セバスティアン・バエス           | 6-4, 3-6, 7-5           |

### ダブルス
| 年                   | 優勝者                                                              | 準優勝者                                              | スコア             |
| サンティアゴ         | サンティアゴ                                                        | サンティアゴ                                          | サンティアゴ       |
| -------------------- | ------------------------------------------------------------------- | ----------------------------------------------------- | ------------------ |
| 1993年               | マイク・バウアー ダビド・リクル                                     | クリスター・アルガード ブライアン・デベニング         | 7-6, 6-4           |
| 1994年               | カレル・ノバチェク マッツ・ビランデル                               | トマス・カルボネル フランシスコ・ロイ                 | 4-6, 7-6, 7-6      |
| 1995年               | イリ・ノバク ダビド・リクル                                         | シェルビー・キャノン フランシスコ・モンタナ           | 6-4, 4-6, 6-1      |
| 1996年               | フェルナンド・メリジェニ グスタボ・クエルテン                       | ディヌ・ペスカリュー アルベルト・ポルタス             | 6-4, 6-2           |
| 1997年               | ヘンドリク・ヤン・デビッツ アンドリュー・クラッツマン               | フリアン・アロンソ ニコラス・ラペンティ               | 7-6, 5-7, 6-4      |
| 1998年               | マリアノ・フッド セバスティアン・プリエト                           | マッシモ・ベルトリーニ デヴィン・ボウエン             | 7-6, 6-7, 7-6      |
| 1999年               | 開催中止                                                            | 開催中止                                              | 開催中止           |
| 2000年               | グスタボ・クエルテン アントニオ・プリエト                           | ラン・ベイル ピート・ノーバル                         | 6-2, 6-4           |
| ビニャ・デル・マール |                                                                     |                                                       |                    |
| 2001年               | ルーカス・アーノルド・カー トマス・カルボネル                       | マリアノ・フッド セバスティアン・プリエト             | 6-4, 2-6, 6-3      |
| 2002年               | ガストン・エトリス マルティン・ロドリゲス                           | ルーカス・アーノルド・カー ルイス・ロボ               | 6-3, 6-4           |
| 2003年               | アウグスティン・カレリ マリアノ・フッド                             | フランティシェク・チェルマク レオシュ・フリエドル     | 6-3, 1-6, 6-4      |
| 2004年               | フアン・イグナシオ・チェラ ガストン・ガウディオ                     | ニコラス・ラペンティ マルティン・ロドリゲス           | 7-6(7-2), 7-6(7-3) |
| 2005年               | ダビド・フェレール サンティアゴ・ベントゥーラ                       | ガストン・エトリス マルティン・ロドリゲス             | 6-3, 6-4           |
| 2006年               | ホセ・アカスソ セバスティアン・プリエト                             | フランティシェク・チェルマク レオシュ・フリエドル     | 7-6(7-2), 6-4      |
| 2007年               | パウル・カプデビル オスカル・エルナンデス                           | アルベルト・モンタニェス ルーベン・ラミレス・イダルゴ | 4-6, 6-4, 10-6     |
| 2008年               | ホセ・アカスソ セバスティアン・プリエト                             | マキシモ・ゴンザレス フアン・モナコ                   | 6-1, 3-0, 棄権     |
| 2009年               | パブロ・クエバス ブリアン・ダブル                                   | フランティシェク・チェルマク ミハル・メルティナク     | 6-3, 6-3           |
| サンティアゴ         |                                                                     |                                                       |                    |
| 2010年               | ルカシュ・クボット オリバー・マラチ                                 | ポティート・スタラーチェ オラシオ・セバジョス         | 6-4, 6-0           |
| 2011年               | マルセロ・メロ ブルーノ・ソアレス                                   | ルカシュ・クボット オリバー・マラチ                   | 6-3, 7-6(7-3)      |
| ビニャ・デル・マール |                                                                     |                                                       |                    |
| 2012年               | フレデリコ・ジル ダニエル・ヒメノ＝トラベル                         | パブロ・アンドゥハール カルロス・ベルロク             | 1-6, 7-5, [12-10]  |
| 2013年               | パオロ・ロレンツィ ポティート・スタラーチェ                         | フアン・モナコ ラファエル・ナダル                     | 6-2, 6-4           |
| 2014年               | オリバー・マラチ フロリン・メルジャ                                 | フアン・セバスチャン・カバル ロベルト・ファラ         | 6-3, 6-4           |
| サンティアゴ         |                                                                     |                                                       |                    |
| 2020年               | ロベルト・カルバリェス・バエナ アレハンドロ・ダビドビッチ・フォキナ | マルセロ・アレバロ ジョニー・オマラ                   | 7-6(7-3), 6-1      |